# Vägeröds dalar
Vägeröds dalar este o arie protejată (arie specială de conservare — SAC, sit de importanță comunitară — SCI) din Suedia întinsă pe o suprafață de 78,5 ha, integral pe uscat.

## Localizare
Centrul sitului Vägeröds dalar este situat la coordonatele 58°14′33″N 11°29′02″E / 58.2425°N 11.484°E.

## Înființare
Situl Vägeröds dalar a fost declarat sit de importanță comunitară în ianuarie 1998 pentru a proteja un număr necunoscut de specii din flora spontană și fauna sălbatică aflate în arealul zonei. Situl a fost protejat și ca arie specială de conservare în martie 2011.

## Biodiversitate
Situată în ecoregiunile continentală și marină Atlantică, aria protejată conține 7 habitate naturale: Pășuni atlantice udate de apa mării (Glauco-Puccinellietalia maritimae), Pante stâncoase silicioase cu vegetație casmofită, Păduri acidofile de stejar bătrân cu Quercus robur pe câmpii nisipoase, Păduri de stejar sau de stejar și carpen sub-atlantice și medio-europene de Carpinion betuli, Pajiști uscate europene, Păduri de fag Asperulo-Fagetum, Roci stâncoase cu vegetație pionieră de Sedo-Scleranthion sau Sedo albi-Veronicion dillenii.
La baza desemnării sitului se află un număr nedeclarat de specii protejate.